# Dexrazoxane
Dexrazoxane hydrochloride (Zinecard, Cardioxane) là một tác nhân bảo vệ tim mạch. Nó được phát hiện bởi Eugene Herman vào năm 1972. Việc sử dụng dexrazoxane IV trong điều kiện axit với HCl điều chỉnh pH.

## Công dụng
Dexrazoxane đã được sử dụng để bảo vệ tim chống lại tác dụng phụ gây độc cho tim của các loại thuốc hóa trị liệu như anthracycline, như daunorubicin hoặc doxorubicin hoặc các tác nhân hóa trị liệu khác. Tuy nhiên, vào tháng 7 năm 2011, Cơ quan Dược phẩm Châu Âu (EMA) đã đưa ra một tuyên bố hạn chế chỉ sử dụng ở những bệnh nhân trưởng thành bị ung thư đã nhận> 300 mg/m 2 doxorubicin hoặc> 540 mg/m 2 epirubicin và phê duyệt chung để sử dụng cho bảo vệ tim mạch. Điều đó cho thấy tỷ lệ ác tính thứ phát và bệnh bạch cầu tủy cấp tính cao hơn ở bệnh nhân nhi được điều trị ung thư khác nhau với cả dexrazoxane và các tác nhân hóa trị liệu khác có liên quan đến khối u ác tính thứ phát. Vào ngày 19 tháng 7 năm 2017, dựa trên đánh giá dữ liệu hiện có, Ủy ban Châu Âu đã ban hành quyết định ràng buộc về mặt pháp lý trên toàn EU để thực hiện các khuyến nghị của Ủy ban về Sản phẩm Thuốc cho Người (CHMP) trên dexrazoxane và dỡ bỏ chống chỉ định năm 2011 đối với dự phòng tiên phát nhiễm độc tim do anthracycline gây ra với dexrazoxane ở trẻ em và thanh thiếu niên nơi dự kiến dùng liều cao (≥ 300 mg/m 3) anthracycline.
Dexrazoxane được FDA Hoa Kỳ chỉ định là thuốc mồ côi để "phòng ngừa bệnh cơ tim cho trẻ em và người lớn từ 0 đến 16 tuổi được điều trị bằng anthracycline". Quyết định này cho phép hầu như tất cả trẻ em nhận được dexrazoxane bắt đầu với liều anthracycline đầu tiên theo quyết định của nhà cung cấp điều trị. Việc thay đổi nhãn bởi cơ quan công bố dexrazoxane là chất bảo vệ ung thư tim mạch đã được phê duyệt đã được theo dõi bởi một cơ quan đánh giá. Hiện tại, phương pháp điều trị bảo vệ tim mạch duy nhất được FDA và EMA phê chuẩn cho điều trị bảo vệ tim do anthracycline là dexrazoxane, cung cấp bảo vệ tim nguyên phát hiệu quả chống lại nhiễm độc tim do anthracycline gây ra mà không làm giảm hoạt động của anthracycline.
Cục Quản lý Thực phẩm và Dược phẩm Hoa Kỳ cũng đã phê duyệt một dexrazoxane để sử dụng như là một phương pháp điều trị ngoại mạch do hóa trị liệu anthracycline IV. Extravasation là một sự kiện bất lợi trong đó hóa trị liệu có chứa anthracyline rò rỉ ra khỏi mạch máu và hoại tử các mô xung quanh.

## Cơ chế
Là một dẫn xuất của EDTA, dexrazoxane tạo ra sắt và do đó làm giảm số lượng các ion kim loại được tạo phức với anthracycline và do đó, làm giảm sự hình thành các gốc superoxide. Cơ chế thải sắt chính xác vẫn chưa được biết, nhưng người ta đã quy định rằng dexrazoxane có thể được chuyển đổi thành dạng mở vòng nội bào và can thiệp vào thế hệ gốc tự do qua trung gian sắt, một phần được cho là nguyên nhân gây ra bệnh cơ tim do anthryacycline. Người ta đã suy đoán rằng dexrazoxane có thể được sử dụng để điều tra thêm để tổng hợp các loại thuốc chống sốt rét mới.